# Monte Pola
De Monte Pola is een 1741 meter hoge berg in de Vooralpen op de grens van de Italiaanse provincie Varese en het Zwitserse kanton Ticino. De top ligt net ten oosten van de grenslijn en behoort dus geheel toe aan Zwitserland.
Vanaf de Zwitserse zijde is de top te bereiken via de nabijgelegen bergtoppen Monte Lema en Monte Tamaro die met bergbanen te bereiken zijn. Over de bergkam lopen goed onderhouden en gesignaleerde wandelpaden. Aan de Italiaanse zijde ligt onder de top het bergdorp Monteviasco (975 m) dat alleen via een 1372 treden tellende trap of een bergbaan te bereiken is. Vanuit dit dorp voeren verschillende routes over de alpenweiden naar de Monte Pola.